# Bradya
Bradya es un género de foraminífero bentónico considerado homónimo posterior de Bradya Boek, 1873, y sinónimo posterior de Keramosphaerina de la familia Keramosphaeridae, de la superfamilia Soritoidea, del suborden Miliolina y del orden Miliolida. Su especie tipo era Bradya tergestina. Su rango cronoestratigráfico abarcaba el Cretácico superior.

## Clasificación
Bradya incluía a la siguiente especie:
- Bradya tergestina †